# 1045年
| 千纪： | 2千纪 |
| 世纪： | 10世纪 \| 11世纪 \| 12世纪                                                                                       |
| 年代： | 1010年代 \| 1020年代 \| 1030年代 \| 1040年代 \| 1050年代 \| 1060年代 \| 1070年代                                 |
| 年份： | 1040年 \| 1041年 \| 1042年 \| 1043年 \| 1044年 \| 1045年 \| 1046年 \| 1047年 \| 1048年 \| 1049年 \| 1050年       |
| 纪年： | 乙酉年（鸡年）；契丹重熙十四年；北宋慶曆五年；西夏天授禮法延祚八年；大理保安元年；越南天感聖武二年；日本寬德二年 |

## 大事记
- 宋仁宗下詔廢棄慶曆新政，發起人范仲淹和富弼被撤去軍政要職。
- 滕子京重修岳陽樓，致書同年進士范仲淹寫《岳陽樓記》。
- 哈拉爾三世迫使其侄子挪威及丹麥國王馬格努斯（奧拉夫二世的私生子）同意與他分享挪威的統治權。

## 出生
- 黃庭堅，字鲁直，北宋诗人、书法家（1105年去世，60岁）
- 源義光，日本平安時代後期河内源氏的武士。
- 艾蒂安二世 (布卢瓦伯爵)，布卢瓦和沙特尔伯爵。

## 逝世
- 徐的，宋朝官员
- 石介，宋朝官员
- 种世衡，宋朝名将
- 蒙赶，宋朝民变领袖
- 区希范，宋朝民变领袖
- 周尧卿，宋朝官员
- 唐国公主，宋朝公主
- 阿哩，西夏皇子
- 齐国公主，辽国公主
- 後朱雀天皇，日本第69代天皇